# Operazioni militari italiane in Somalia (1925-1927)
Le operazioni militari italiane in Somalia dal 1925 al 1927, note anche come campagna dei Sultanati, furono una serie di operazioni militari portate avanti dal Regio corpo truppe coloniali della Somalia italiana (RCTC) per l'occupazione del sultanato di Obbia. Le operazioni iniziarono il 1° ottobre 1925 con lo sbarco ad Alula senza particolari resistenze, in seguito però alla violenta repressione delle popolazioni locali, le tribù migurtine attuarono una lunga resistenza culminata il 28 febbraio 1927.

## Contesto storico
L'arrivo di Cesare Maria De Vecchi in Somalia nel 1923 segnò una svolta nella riorganizzazione del territorio. Creò il Corpo Zaptié, una polizia composta da somali ed eritrei sotto il comando dell'Arma dei Carabinieri, e intensificò le operazioni di disarmo delle popolazioni dell'Uebi Scebeli affrontando la resistenza di alcune tribù. Nel 1925 firmò l'accordo di Berbera con il governatore della Somalia britannica, definendo i confini tra le aree di influenza. Avviò la riorganizzazione delle truppe coloniali, istituendo battaglioni e reparti specializzati, con particolare attenzione alla ricognizione e formazione tecnica, nonostante le difficoltà logistiche e burocratiche.

## Le operazioni militari
Il 26 settembre fu emanato l'ordine operativo per l'occupazione del sultanato di Obbia. Le operazioni militari iniziarono il 1º ottobre 1925. I reparti sbarcarono ad Alula senza incontrare resistenza, ma nemmeno il sostegno della popolazione locale. Subito avviarono la difesa della località, distaccando un buluc (plotone) a presidio di una stazione radiotelegrafica installata nei pressi dell'abitato di Tohen. Si avviarono immediatamente le operazioni di disarmo, favorite dalle dichiarazioni concilianti del sultano di Alula. L'atteggiamento del governante locale faceva sperare in un esito positivo dell'operazione, agevolando così l'avanzata delle truppe coloniali italiane attraverso la Migiurtinia. Tuttavia, questo equilibrio iniziale si ruppe quando emersero contrasti tra i capi locali riguardo alla consegna delle armi. Il capo di Bargal, fratello del sultano e contrario all'occupazione italiana, chiese un incontro con il governatore. Durante l'avvicinamento della delegazione, però gli italiani subirono un attacco risposero militarmente. In seguito a questo episodio il governatore ad adottare misure repressive più severe nei confronti delle popolazioni locali.
Nel frattempo, l'occupazione del sultanato di Obbia procedeva rapidamente, ma un nuovo incidente avvenuto a El Bur spinse le autorità italiane a modificare i propri piani e ad attuare una dura repressione. La notizia dei fatti di El Bur alimentò la propaganda anti-italiana in Migiurtinia, intensificando le azioni ostili contro le truppe coloniali. Nei primi mesi, la situazione generale peggiorò, obbligando le autorità a rafforzare i presidi e intensificare le attività di pattugliamento e ricognizione. Ottenuto il controllo dei territori dell'Obbia e del Nogal l'offensiva italiana si concentrò in Migurtinia. L'offensiva finale partì dalla zona di Iligh, trasformata in base operativa per la penetrazione nel nord. Le operazioni per la conquista della Somalia settentrionale rappresentarono lo sforzo maggiore dell'azione italiana, le truppe furono concentrate nei punti strategici, a partire dal porto di Alula e per supportare le forze coloniali, vennero reclutate truppe irregolari provenienti dall'Obbia. La conquista del territorio fu completata il 28 febbraio 1927.